# Municipio de Franklin (condado de Marion, Indiana)
El municipio de Franklin (en inglés: Franklin Township) es un municipio ubicado en el condado de Marion en el estado estadounidense de Indiana. En el año 2010 tenía una población de 54594 habitantes y una densidad poblacional de 499,74 personas por km².

## Geografía
El municipio de Franklin se encuentra ubicado en las coordenadas 39°40′38″N 86°0′39″O / 39.67722, -86.01083. Según la Oficina del Censo de los Estados Unidos, el municipio tiene una superficie total de 109.25 km², de la cual 109.22 km² corresponden a tierra firme y (0.02%) 0.02 km² es agua.

## Demografía
Según el censo de 2010, había 54594 personas residiendo en el municipio de Franklin. La densidad de población era de 499,74 hab./km². De los 54594 habitantes, el municipio de Franklin estaba compuesto por el 88.84% blancos, el 4.26% eran afroamericanos, el 0.18% eran amerindios, el 3.02% eran asiáticos, el 0.04% eran isleños del Pacífico, el 1.68% eran de otras razas y el 1.97% pertenecían a dos o más razas. Del total de la población el 3.92% eran hispanos o latinos de cualquier raza.